# باريس-نايس 2005

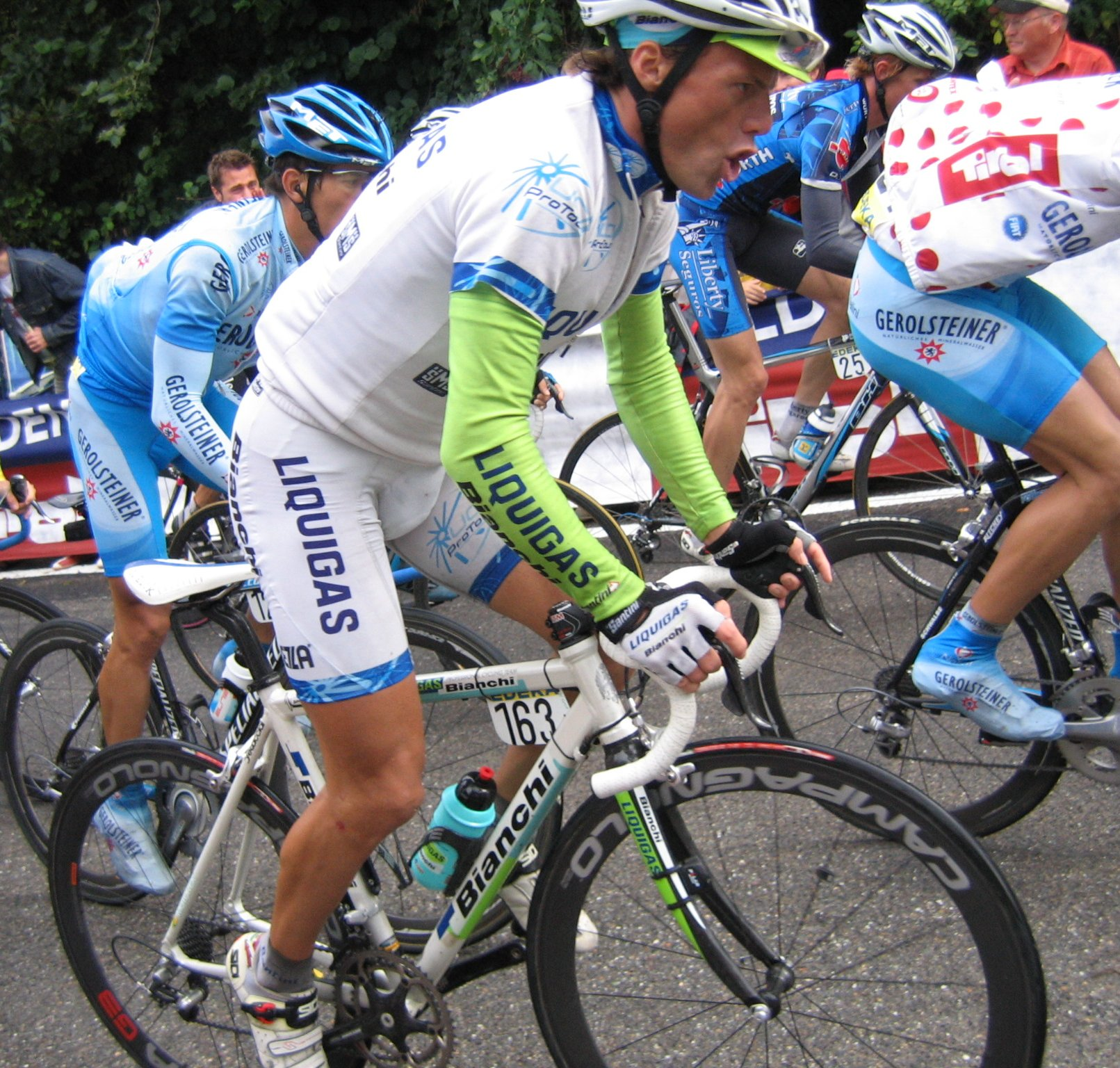

باريس-نايس 2005 (بالفرنسية: Paris-Nice 2005)‏ هو سباق دراجات هوائية، وهو الموسم رقم 63 من السباق، وأقيم خلال الفترة 6 مارس 2005، وحتى 13 مارس 2005، وامتدّ لمسافة 947 كيلومتر، وهو من نوع سباق المرحلة، وقد شارك في السباق 168 متسابقاً ووصل إلى نهايته 94 متسابقاً.
فاز فيه بالمركز الأول بوبي جوليك، وبالمركز الثاني أليخاندرو بالبيردي، وبالمركز الثالث Constantino Zaballa ‏، والفائز في ترتيب النقاط ينس فويجت، والفائز حسب ترتيب النقاط للشباب أليخاندرو بالبيردي، والفائز حسب ترتيب التسلق ديفيد مونكوتيه، والفريق الفائز في ترتيب الفرق CSC 2005.

## الفرق
| فرق برو (20)- Bouygues Télécom - Cofidis-Le Crédit par Téléphone - Crédit Agricole (cycling team) ‏ - CSC - Davitamon-Lotto - Discovery Channel - De Nardi ‏ - Euskaltel–Euskadi (1994–2013) ‏ - Fassa Bortolo ‏ - Gerolsteiner (cycling team) ‏ - Illes Balears-Caisse d'Épargne - La Française des jeux - Lampre-Caffita - فريق أونسه ‏ - Liquigas ‏ - Phonak (cycling team) ‏ - Quick Step-Innergetic - Rabobank - صونيير دوفال برودير 2005 ‏ - T-Mobile ‏ فريق قاري محترف- AG2R Prévoyance |  |
| |  |

## المراحل
| قائمة المراحل | قائمة المراحل | قائمة المراحل                       | قائمة المراحل  | قائمة المراحل | قائمة المراحل      | قائمة المراحل    |
| المرحلة       | التاريخ       | الدورة                              |                | المسافة (كم)  | الفائز بالمرحلة    | القائد العام     |
| ------------- | ------------- | ----------------------------------- | -------------- | ------------- | ------------------ | ---------------- |
| مرحلة 1       | 6 مارس        | إيسي ليه مولينو – إيسي ليه مولينو   | فردي ضد الساعة | 4             | ينس فويجت          | ينس فويجت        |
| مرحلة 2       | 7 مارس        | إيتامبس – Chabris ‏                  |                | 186٫5         | توم بونن           | إريك ديكر        |
| مرحلة 3       | 8 مارس        | La Châtre ‏ – Thiers ‏                |                | 46٫5          | توم بونن           | توم بونن         |
| مرحلة 4       | 9 مارس        | Thiers ‏ – Craponne-sur-Arzon ‏       |                | 117٫5         | Vicente Reynés ‏    | توم بونن         |
| مرحلة 5       | 10 مارس       | Le Chambon-sur-Lignon ‏ – مونتيليمار |                | 101           | فابيان كانسيليرا   | فابيان كانسيليرا |
| مرحلة 6       | 11 مارس       | Rognes ‏ – تولون                     |                | 172٫5         | جيلبرتو سيموني     | بوبي جوليك       |
| مرحلة 7       | 12 مارس       | لا كراو – كان                       |                | 184           | جوست بوستوما       | بوبي جوليك       |
| مرحلة 8       | 13 مارس       | نيس – نيس                           |                | 135           | أليخاندرو بالبيردي | بوبي جوليك       |

## النتيجة

### مرحلة 1
هي مرحلة من نوع سباق فردي ضد الساعة، أجريت في 6 مارس 2005، وامتدّت لمسافة 4 كيلومتر فاز بالمرحلة ينس فويجت، ومتصدر الترتيب العام في نهاية المرحلة ينس فويجت، والمتصدر حسب ترتيب النقاط ينس فويجت، ومتصدر ترتيب النقاط للشباب فابيان كانسيليرا، ومتصدر ترتيب الفرق CSC 2005.
| التصنيف العام | التصنيف العام    | التصنيف العام | التصنيف العام | التصنيف العام |  |
| العداء        | العداء           | البلد         | الفريق        | الوقت         |  |
| ------------- | ---------------- | ------------- | ------------- | ------------- |  |
| 1             | ينس فويجت        | ألمانيا       | CSC           | 5 دقيقة 15 ث  |  |
| 2             | فابيان كانسيليرا | سويسرا        | Fassa Bortolo | + 2 ث         |  |
| 3             | إريك ديكر        | هولندا        | Rabobank      | + 3 ث         |  |

### مرحلة 2
هي مرحلة أجريت في 7 مارس 2005، وامتدّت لمسافة 186.5 كيلومتر فاز بالمرحلة توم بونن، ومتصدر الترتيب العام في نهاية المرحلة إريك ديكر، والمتصدر حسب ترتيب النقاط إريك ديكر، ومتصدر ترتيب التسلق جيمي كاسبر، ومتصدر ترتيب النقاط للشباب فابيان كانسيليرا، ومتصدر ترتيب الفرق CSC 2005.
| التصنيف العام | التصنيف العام    | التصنيف العام | التصنيف العام | التصنيف العام     |  |
| العداء        | العداء           | البلد         | الفريق        | الوقت             |  |
| ------------- | ---------------- | ------------- | ------------- | ----------------- |  |
| 1             | إريك ديكر        | هولندا        | Rabobank      | 4 س 23 دقيقة 30 ث |  |
| 2             | ينس فويجت        | ألمانيا       | CSC           | + 0 ث             |  |
| 3             | فابيان كانسيليرا | سويسرا        | Fassa Bortolo | + 2 ث             |  |

### مرحلة 3
هي مرحلة أجريت في 8 مارس 2005، وامتدّت لمسافة 46.5 كيلومتر فاز بالمرحلة توم بونن، ومتصدر الترتيب العام في نهاية المرحلة توم بونن، والمتصدر حسب ترتيب النقاط إريك ديكر، ومتصدر ترتيب التسلق كيم كيرشن، ومتصدر ترتيب النقاط للشباب توم بونن، ومتصدر ترتيب الفرق CSC 2005.
| التصنيف العام | التصنيف العام    | التصنيف العام | التصنيف العام         | التصنيف العام     |  |
| العداء        | العداء           | البلد         | الفريق                | الوقت             |  |
| ------------- | ---------------- | ------------- | --------------------- | ----------------- |  |
| 1             | توم بونن         | بلجيكا        | Quick Step-Innergetic | 5 س 17 دقيقة 55 ث |  |
| 2             | إريك ديكر        | هولندا        | Rabobank              | + 3 ث             |  |
| 3             | كورت اسلي ارفسين | النرويج       | CSC                   | + 5 ث             |  |

### مرحلة 4
هي مرحلة أجريت في 9 مارس 2005، وامتدّت لمسافة 117.5 كيلومتر فاز بالمرحلة Vicente Reynés ‏، ومتصدر الترتيب العام في نهاية المرحلة توم بونن، والمتصدر حسب ترتيب النقاط توم بونن، ومتصدر ترتيب التسلق ديفيد مونكوتيه، ومتصدر ترتيب النقاط للشباب توم بونن، ومتصدر ترتيب الفرق CSC 2005.
| التصنيف العام | التصنيف العام   | التصنيف العام | التصنيف العام         | التصنيف العام     |  |
| العداء        | العداء          | البلد         | الفريق                | الوقت             |  |
| ------------- | --------------- | ------------- | --------------------- | ----------------- |  |
| 1             | توم بونن        | بلجيكا        | Quick Step-Innergetic | 7 س 58 دقيقة 46 ث |  |
| 2             | إريك ديكر       | هولندا        | Rabobank              | + 3 ث             |  |
| 3             | Vicente Reynés ‏ | إسبانيا       | Illes Balears         | + 4 ث             |  |

### مرحلة 5
هي مرحلة أجريت في 10 مارس 2005، وامتدّت لمسافة 101 كيلومتر فاز بالمرحلة فابيان كانسيليرا، ومتصدر الترتيب العام في نهاية المرحلة فابيان كانسيليرا، والمتصدر حسب ترتيب النقاط توم بونن، ومتصدر ترتيب التسلق ديفيد مونكوتيه، ومتصدر ترتيب النقاط للشباب فابيان كانسيليرا، ومتصدر ترتيب الفرق 2005 Fassa Bortolo ‏.
| التصنيف العام | التصنيف العام       | التصنيف العام    | التصنيف العام | التصنيف العام     |  |
| العداء        | العداء              | البلد            | الفريق        | الوقت             |  |
| ------------- | ------------------- | ---------------- | ------------- | ----------------- |  |
| 1             | فابيان كانسيليرا    | سويسرا           | Fassa Bortolo | 2 س 11 دقيقة 03 ث |  |
| 2             | خوان أنطونيو فليتشا | إسبانيا          | Fassa Bortolo | + 15 ث            |  |
| 3             | بوبي جوليك          | الولايات المتحدة | CSC           | + 20 ث            |  |

### مرحلة 6
هي مرحلة أجريت في 11 مارس 2005، وامتدّت لمسافة 172.5 كيلومتر فاز بالمرحلة جيلبرتو سيموني، ومتصدر الترتيب العام في نهاية المرحلة بوبي جوليك، والمتصدر حسب ترتيب النقاط توم بونن، ومتصدر ترتيب التسلق ديفيد مونكوتيه، ومتصدر ترتيب النقاط للشباب أليخاندرو بالبيردي، ومتصدر ترتيب الفرق CSC 2005.
| التصنيف العام | التصنيف العام        | التصنيف العام    | التصنيف العام        | التصنيف العام      |  |
| العداء        | العداء               | البلد            | الفريق               | الوقت              |  |
| ------------- | -------------------- | ---------------- | -------------------- | ------------------ |  |
| 1             | بوبي جوليك           | الولايات المتحدة | CSC                  | 14 س 18 دقيقة 18 ث |  |
| 2             | Constantino Zaballa ‏ | إسبانيا          | Saunier Duval-Prodir | + 19 ث             |  |
| 3             | أليخاندرو بالبيردي   | إسبانيا          | Illes Balears        | + 20 ث             |  |

### مرحلة 7
هي مرحلة أجريت في 12 مارس 2005، وامتدّت لمسافة 184 كيلومتر فاز بالمرحلة جوست بوستوما، ومتصدر الترتيب العام في نهاية المرحلة بوبي جوليك، والمتصدر حسب ترتيب النقاط توم بونن، ومتصدر ترتيب التسلق ديفيد مونكوتيه، ومتصدر ترتيب النقاط للشباب أليخاندرو بالبيردي، ومتصدر ترتيب الفرق CSC 2005.
| التصنيف العام | التصنيف العام        | التصنيف العام    | التصنيف العام        | التصنيف العام      |  |
| العداء        | العداء               | البلد            | الفريق               | الوقت              |  |
| ------------- | -------------------- | ---------------- | -------------------- | ------------------ |  |
| 1             | بوبي جوليك           | الولايات المتحدة | CSC                  | 19 س 03 دقيقة 44 ث |  |
| 2             | Constantino Zaballa ‏ | إسبانيا          | Saunier Duval-Prodir | + 19 ث             |  |
| 3             | أليخاندرو بالبيردي   | إسبانيا          | Illes Balears        | + 20 ث             |  |

### مرحلة 8
هي مرحلة أجريت في 13 مارس 2005، وامتدّت لمسافة 135 كيلومتر فاز بالمرحلة أليخاندرو بالبيردي، ومتصدر الترتيب العام في نهاية المرحلة بوبي جوليك، والمتصدر حسب ترتيب النقاط ينس فويجت، ومتصدر ترتيب التسلق ديفيد مونكوتيه، ومتصدر ترتيب النقاط للشباب أليخاندرو بالبيردي، ومتصدر ترتيب الفرق CSC 2005.
| التصنيف العام | التصنيف العام            | التصنيف العام    | التصنيف العام         | التصنيف العام      |  |
| العداء        | العداء                   | البلد            | الفريق                | الوقت              |  |
| ------------- | ------------------------ | ---------------- | --------------------- | ------------------ |  |
| 1             | بوبي جوليك               | الولايات المتحدة | CSC                   | 22 س 32 دقيقة 13 ث |  |
| 2             | أليخاندرو بالبيردي       | إسبانيا          | Illes Balears         | + 10 ث             |  |
| 3             | Constantino Zaballa ‏     | إسبانيا          | Saunier Duval-Prodir  | + 19 ث             |  |
| 4             | ينس فويجت                | ألمانيا          | CSC                   | + 44 ث             |  |
| 5             | يورغ جاكشي               | ألمانيا          | Liberty Seguros-Würth | + 45 ث             |  |
| 6             | فرانكو بليزوتي           | إيطاليا          | Liquigas-Bianchi      | + 49 ث             |  |
| 7             | فرانك شليك               | لوكسمبورغ        | CSC                   | + 58 ث             |  |
| 8             | كاديل إفانز              | أستراليا         | Davitamon-Lotto       | + 58 ث             |  |
| 9             | خوسيه أنخل غوميز مارشنتي | إسبانيا          | Saunier Duval-Prodir  | + 1 دقيقة 20 ث     |  |
| 10            | دافيدي ريبلين            | إيطاليا          | Gerolsteiner          | + 1 دقيقة 21 ث     |  |

## الفائزون
| الترتيب    | الفائز               |
| ---------- | -------------------- |
| الفائز     | بوبي جوليك           |
| الثاني     | أليخاندرو بالبيردي   |
| الثالث     | Constantino Zaballa ‏ |
| حسب النقاط | ينس فويجت            |
| تسلق الجبل | ديفيد مونكوتيه       |
| أفضل شاب   | أليخاندرو بالبيردي   |
| الفريق     | CSC                  |